# ایرما گرزه
ایرما آیدا الس گرزه (به آلمانی: Irma Grese) (زاده ۷ اکتبر ۱۹۲۳ – مرگ ۱۳ دسامبر ۱۹۴۵) یک نظامی آلمانی در دوره رایش سوم و سرپرست بخش زنان در اردوگاه مرگ برگن بلزن بود. وی در ۱۳ دسامبر ۱۹۴۵ توسط ارتش بریتانیا با طناب دار اعدام شد.